# Chu Đạo Cổ
Chu Đạo Cổ (Hán tự: 朱道古; ? – 866) là thủ lĩnh Thổ Man làm hướng đạo cho các tướng của Nam Chiếu là Dương Tư Tấn và Đoàn Tù Thiên đem quân tấn công thành Tống Bình thuộc An Nam đô hộ phủ do nhà Đường trấn giữ vào đầu năm 863. Sau khi chiếm được Tống Bình, Chu Đạo Cổ bèn thống lĩnh 2.000 quân dưới quyền mình cùng 4.000 quân Nam Chiếu khác chèo vài trăm chiếc thuyền nhỏ ập vào tấn công đồn lũy của nhà Đường ở Xuân Châu vào tháng 6 năm 863. Chu Đạo Cổ bắt được một viên quan nhà Đường nhưng vấp phải sự phản công từ tướng trấn thủ đô hộ phủ. Quân Đường bèn lấy mười chiếc thuyền buồm và thuyền chiến lớn đâm vào hạm đội của loạn quân khiến 30 thuyền bên địch bị đánh chìm. Tháng 12 năm 866, tướng nhà Đường là Cao Biền dẫn viện binh tái chiếm An Nam đô hộ phủ rồi xử tử Chu Đạo Cổ cùng với các thủ lĩnh địa phương dấy loạn khác.